# Eustroma mardinata
Eustroma mardinata är en fjärilsart som beskrevs av Otto Staudinger 1895. Eustroma mardinata ingår i släktet Eustroma och familjen mätare. Inga underarter finns listade i Catalogue of Life.